# Tom Coyne
Thomas J. Coyne (Nova Jérsei, 10 de dezembro de 1954 — Estados Unidos, 12 de abril de 2017) foi um engenheiro de áudio norte-americano.